# Michael Musto
Pour les articles homonymes, voir Musto.
Michael Musto, né le 3 décembre 1955 dans le quartier Bensonhurst à Brooklyn, est un journaliste américain.

## Biographie
Michael Musto étudie à l'université Columbia et assure des piges en freelance.
Michael Musto est recruté comme éditorialiste au Village Voice en 1984. Il baptise ses chroniques La Dolce Musto, qui couvrent les soirées new-yorkaises, le monde underground gay, dragqueen et transsexuel. Il a carte blanche sur ses sujets, à une époque de grande liberté éditoriale pour le magazine,. Il quitte la rédaction du Village Voice en 2013,.
À la suite de son départ du Village Voice, il devient animateur sur l'émission Watch What Happens Live, assure une session hebdomadaire de questions-réponses sur Gawker, et lance la rubrique Musto! The Musical! sur Out.com. Il retourne au Village Voice de 2015 à 2018, année de fermeture du magazine.
Il est l'auteur de Downtown-V285 et Manhattan on the Rocks et plusieurs compilations de ses éditoriaux sont sortis sous forme d'ouvrages.